# Старо-Криушанская волость
Старо-Криушанская волость — историческая административно-территориальная единица Богучарского уезда Воронежской губернии с центром в слободе Старая Криуша.
По состоянию на 1880 год состояла из 4 поселений, 2 сельских общин. Населения — 8444 лица (4172 мужского пола и 4272 — женской), 1136 дворовых хозяйств.
|                       | Площадь, десятин | В том числе пахотной, дес. |
| --------------------- | ---------------- | -------------------------- |
| Сельских общин        | 26939            | 22867                      |
| Частной собственности | —                | —                          |
| Другой собственности  | 338              | 272                        |
| В общем               | 27277            | 23139                      |

Единственное поселение волости на 1880 год:
- Старая Криуша — бывшая государственная слобода при реке Криуша за 60 верст от уездного города, 6601 лицо, 970 дворов, 2 православные церкви, молитвенный дом, школа, 7 лавок, 3 ярмарки в год.
- Скрипникова — бывшая государственная слобода при реке Кріуша, 1529 человек, 141 двор, православная церковь, школа.

По данным 1900 года в волости насчитывалось 6 поселений со смешанным украинским и российским населением, 3 сельских общества, 45 зданий и учреждений, 1887 дворовых хозяйств, население составляло 10 490 человек (5342 мужского пола и 5148 — женского).
В 1915 году волостным урядником был Василий Федорович Гарбузов, старшиной — Ефим Яковлевич Балашов, волостным писарем — Михаил Федорович Никитин.